# Alpaida sandrei
Alpaida sandrei är en spindelart som först beskrevs av Simon 1895.  Alpaida sandrei ingår i släktet Alpaida och familjen hjulspindlar. Inga underarter finns listade i Catalogue of Life.